# Ахтубинка
Ахтубинка  (рос. Ахтубинка) — село у Харабалінському районі Астраханської області Російської Федерації.
Населення становить 296 осіб. Входить до складу муніципального утворення Хошеутовська сільрада.

## Історія
Населений пункт розташований на території українського етнічного та культурного краю Жовтий Клин. Від 1925 року належить до Харабалінського району.
Згідно із законом від 6 серпня 2004 року органом місцевого самоврядування є Хошеутовська сільрада.

## Населення
| 2002 | 2010 | 2011 | 2012 | 2013  | 2014 |
| ---- | ---- | ---- | ---- | ----- | ---- |
| 286  | ↗417 | ↘292 | ↗293 | ↗2295 | ↘296 |